# Tiit Sokk
Tiit Sokk, född 15 november 1964 i Tartu, dåvarande Sovjetunionen, är en sovjetisk basketspelare som tog tog OS-guld 1988 i Seoul.

## Klubbhistorik
- 1979–1984 Tallinna Kalev
- 1984–1986 Dynamo Moscow
- 1986–1992 Tallinna Kalev
- 1992–1996 Panathinaikos
- 1996–1997 Tallinna Kalev
- 1997–1998 Aris